# Wibke Brems

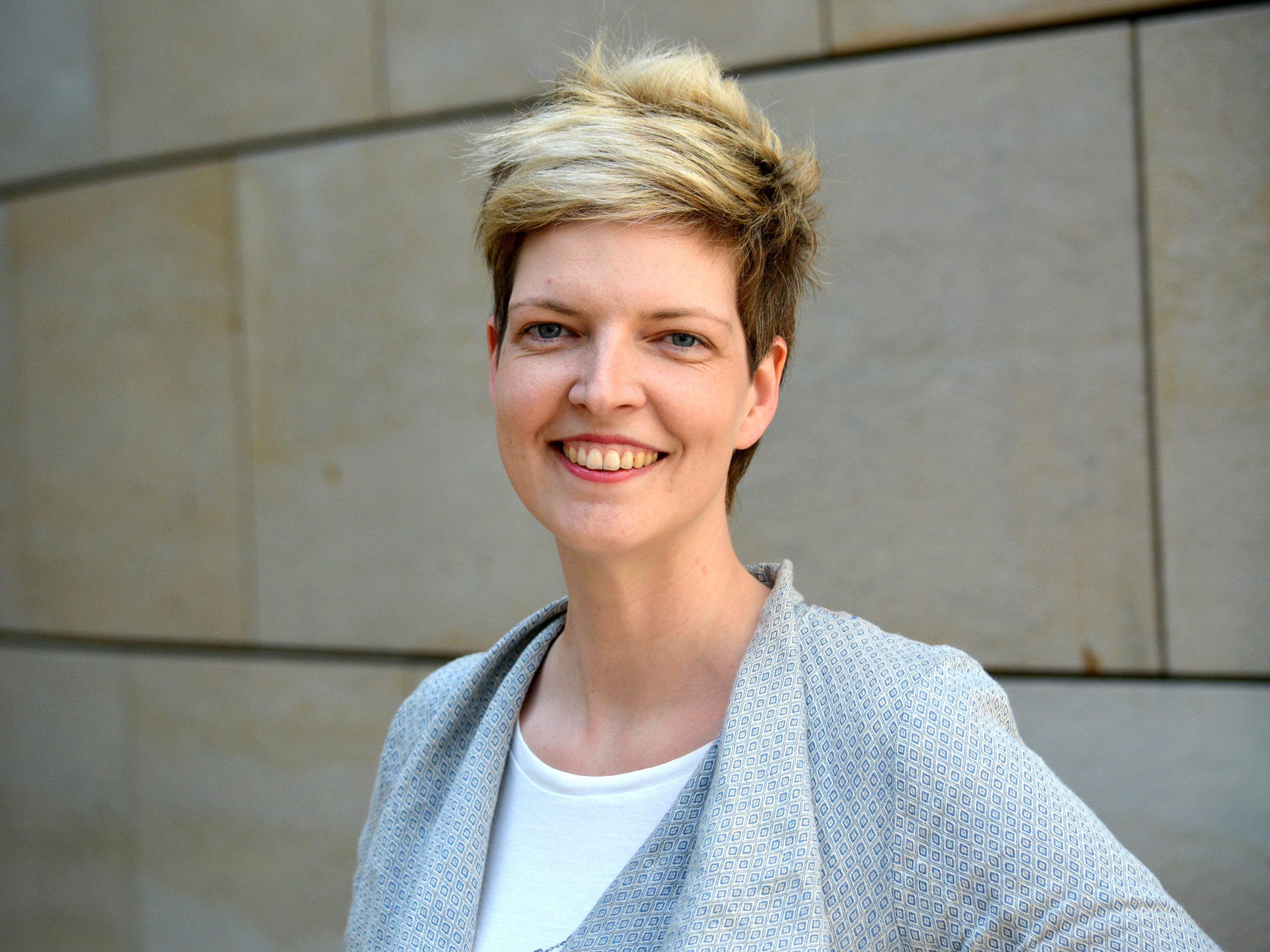
Wibke Brems (2018)

Wibke Brems (* 17. Februar 1981 in Bremerhaven) ist eine deutsche Politikerin (Bündnis 90/Die Grünen), Mitglied des Landtags von Nordrhein-Westfalen und seit August 2022 eine von zwei Vorsitzenden der GRÜNEN-Landtagsfraktion NRW.

## Leben
Brems wuchs in Gütersloh auf und besuchte dort das Städtische Gymnasium. Nach dem Abitur im Jahr 2000 folgte ein Studium der Elektrotechnik mit Fachrichtung Erneuerbare Energien an der Fachhochschule Bielefeld, welches sie Ende 2004 als Diplom-Ingenieurin (FH) abschloss. Von 2005 bis 2008 projektierte sie in selbstständiger Tätigkeit Photovoltaikanlagen und beriet Kommunen in Energiefragen. Ab 2009 leitete sie den technischen Support eines Photovoltaik-Großhändlers in Paderborn.
Sie ist verheiratet und lebt in Gütersloh.

## Politik
1998 trat Brems bei den Grünen ein und war zunächst in Gütersloh sachkundige Bürgerin im Jugendhilfeausschuss und Sprecherin des Grünen Ortsverbands. 2004 wurde sie in den Rat der Stadt Gütersloh gewählt, dem sie bis 2021 angehörte. Von 2008 bis 2010 war sie Beisitzerin im Vorstand des Grünen Landesverbands NRW. Bei der Kommunalwahl 2009 trat sie für die Grünen in der Stadt Gütersloh als Bürgermeisterkandidatin an. Von 2010 bis 2014 war sie Sprecherin des Grünen Kreisverbands Gütersloh. Brems gilt als ausgewiesene Expertin zu Fragen des Klimaschutzes und der Energiepolitik.

### Mitglied im Landtag von Nordrhein-Westfalen

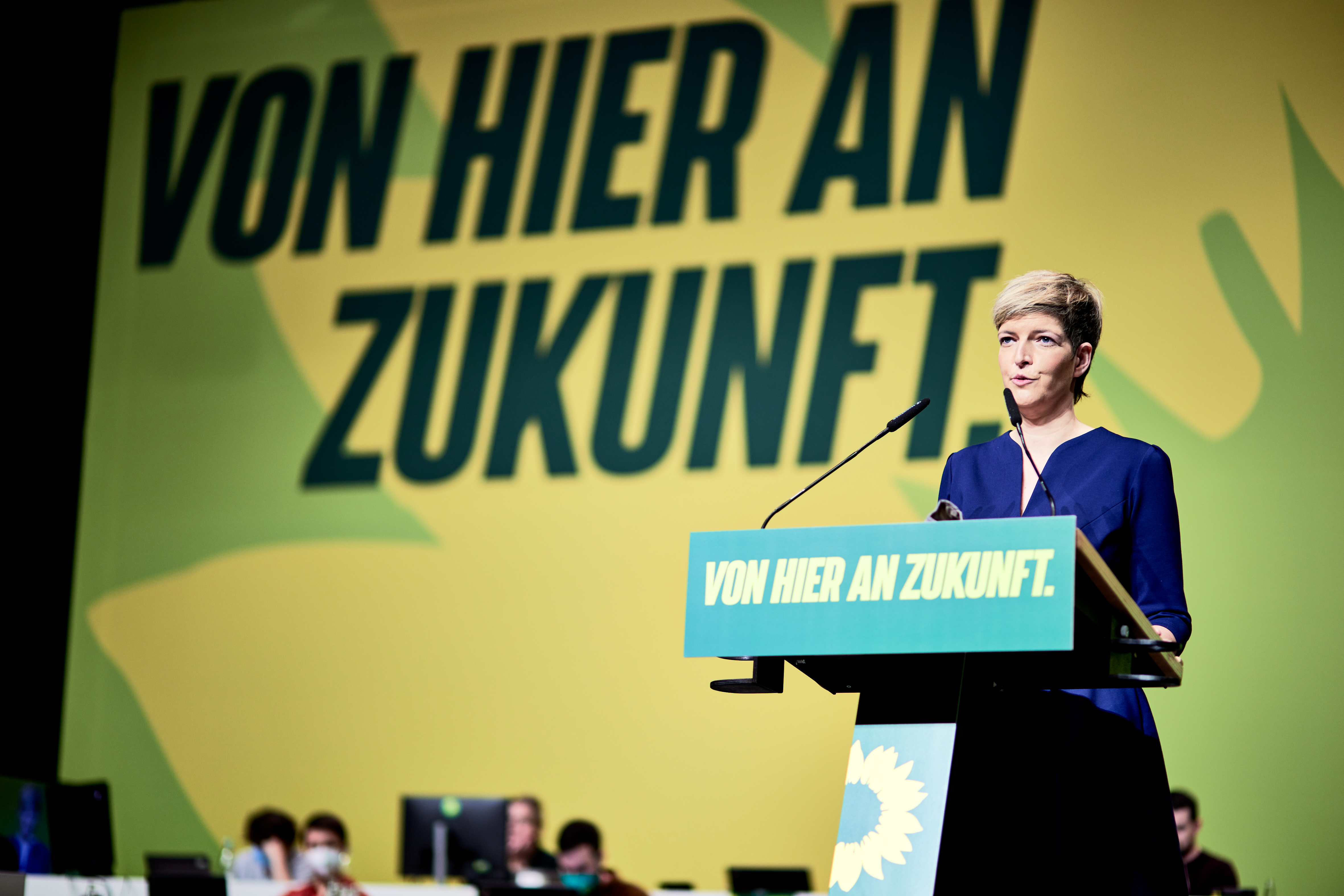
Wibke Brems bei der Landesdelegiertenkonferenz der Grünen NRW in Siegen (2021)

Zur Landtagswahl in Nordrhein-Westfalen 2010 trat sie im Landtagswahlkreis Gütersloh II an. Über den 15. Platz der Reserveliste zog sie im Mai 2010 erstmals in den Landtag ein. In der 15. Legislaturperiode war sie Sprecherin für „Klimaschutz und Energiepolitik“ der Grünen Landtagsfraktion und Mitglied in den Landtags-Ausschüssen „Bauen, Wohnen und Verkehr“, „Wirtschaft und Energie“ sowie „Klimaschutz, Umwelt, Naturschutz, Landwirtschaft und Verbraucherschutz“.
Bei der Landtagswahl 2012 zog sie erneut über den 15. Listenplatz ihrer Partei in den Landtag ein und wurde als Sprecherin für „Klimaschutz und Energiepolitik“ der Grünen Landtagsfraktion bestätigt. Sie war Mitglied in den Ausschüssen „Wirtschaft und Energie“ und „Klimaschutz, Umwelt, Naturschutz, Landwirtschaft und Verbraucherschutz“ sowie im Unterausschuss für Bergbausicherheit.
Bei der Landtagswahl im Mai 2017 verpasste Brems auf Platz 15 der Landesliste knapp den Einzug in den Landtag. Sie rückte jedoch bereits im Juli 2017 für die aus dem Landtag ausscheidende ehemalige Schulministerin Sylvia Löhrmann nach. Dann wurde sie Sprecherin für Klimaschutz, Energiepolitik, Bergbausicherheit und Anti-Atom-Politik der Grünen-Fraktion im Landtag von NRW. Brems war ab Herbst 2020 außerdem stellvertretende Fraktionsvorsitzende und Fraktionsgeschäftsführerin und damit zuständig für Personal und Finanzen der Landtagsfraktion. Sie war Obfrau im „Ausschuss für Wirtschaft, Energie und Landesplanung“, Mitglied im „Ausschuss für Digitalisierung und Innovation“, sowie Obfrau im „Unterausschuss Bergbausicherheit“ des NRW-Landtags.
Bei der Landtagswahl 2022 trat sie als Direktkandidatin im Wahlkreis Gütersloh II an, erreichte 21,9 Prozent der Erststimmen und zog über den 7. Listenplatz ihrer Partei in den Landtag ein. Seit August 2022 ist sie eine von zwei Vorsitzenden der Landtagsfraktion NRW der Grünen, zusammen mit Verena Schäffer. Sie ist außerdem Mitglied des Ältestenrats des Landtags NRW und in ihrer Funktion als Fraktionsvorsitzende Mitglied des Koalitionsausschusses der schwarz-grünen Regierungskoalition.

### Politische Standpunkte
Brems arbeitete zunächst schwerpunktmäßig im Bereich der Energiepolitik und des Klimaschutzes und vertritt die Position, dass eine vollständige Energiewende technisch realisierbar und wirtschaftlich vernünftig sei. Außerdem setzt sie sich seit Beginn ihrer Landtagstätigkeit für den Kohleausstieg ein. Der erste Schritt zum Kohleausstieg war aus ihrer Sicht die Verkleinerung des Tagebaus Garzweiler durch die Leitentscheidung 2016. Den in NRW auf 2030 vorgezogenen Kohleausstieg, der durch eine Vereinbarung zwischen Wirtschaftsminister Robert Habeck, NRW-Wirtschaftsministerin Mona Neubaur und RWE im Oktober 2022 vereinbart wurde, bezeichnet sie als enormen Erfolg.
Als Fraktionsvorsitzende äußert sie sich außerdem in Reden und Pressemitteilungen zu aktuellen und wichtigen politischen Themen. So ruft sie beispielsweise zur vollsten Solidarität mit der Ukraine auf oder spricht sich gegen Gewalt als Mittel der politischen Auseinandersetzung aus.

### Engagement außerhalb des Landtags
Brems hat Funktionen in folgenden Organisationen.
- Kompetenzzentrum für Nachhaltige Energietechnik der Universität Paderborn: Mitglied des Beirats
- Hochschule Ostwestfalen-Lippe, Institut für Energieforschung – Future Energy: Mitglied des wissenschaftlichen Beirats
- Gewähltes Mitglied der Mitgliederversammlung der Heinrich-Böll-Stiftung
- Landesanstalt für Medien NRW, stv. Mitglied in der Medienkommission